# Aks (film, 2001)
Pour les articles homonymes, voir Aks.
Aks est un film indien de Bollywood réalisé par Rakeysh Omprakash Mehra, sorti en 2001.
Le film, primé plusieurs fois au Filmfare Awards 2002, a pour principaux interprètes Amitabh Bachchan (Insp. Manu Verma) et Nandita Das (Supriya Verma).

## Fiche technique
- Titre : 'Aks
- Titre original :
- Réalisation :	Rakeysh Omprakash Mehra
- Assistant réalisateur : Kunal Kapoor
- Scénario :
- Photographie :
- Montage :
- Musique : Anu Malik
- Direction artistique :
- Décors :
- Costumes :
- Son :
- Producteur :
- Société de production :
- Société de distribution :
- Budget :
- Pays d'origine :  Inde
- Tournage :
- Langue :
- Format :
- Genre :
- Durée :
- Dates de sortie :

## Distribution
- Amitabh Bachchan: Insp. Manu Verma
- Nandita Das : Supriya Verma